# Ibeas de Juarros
Ibeas de Juarros ist ein Ort und eine Gemeinde (municipio) mit 1.445 Einwohnern (Stand: 2024) im Zentrum der Provinz Burgos in der Autonomen Gemeinschaft Kastilien und León. Der Ort liegt am Jakobsweg (Camino Francés). Die gesamte Gemeinde gehört zur bevölkerungsarmen Bergregion der Serranía Celtibérica.

## Lage und Klima
Die Gemeinde Ibeas de Juarros liegt etwa acht Kilometer östlich der Provinzhauptstadt Burgos in einer Höhe von ca. 930 m. Durch die Gemeinde führt der Río Arlanzón, in den hier der Río Cueva mündet. Das Klima ist gemäßigt bis warm; Regen (ca. 612 mm/Jahr) fällt übers Jahr verteilt.

## Gliederung
Die Gemeinde besteht neben dem Hauptort Ibeas de Juarros aus den Ortschaften
- Cabañas
- Cueva
- Cuzcurrita de Juarros
- Espinosa de Juarros
- Matalindo
- Modúbar de San Cibrián
- Mozoncillo de Juarros
- Salguero de Juarros
- San Millán de Juarros
- Santa Cruz de Juarros

## Bevölkerungsentwicklung
| 1900 | 1910 | 1920 | 1930 | 1940 | 1950 | 1960 | 1970 | 1981 | 1991 | 2001 | 2011 | 2017 |
| ---- | ---- | ---- | ---- | ---- | ---- | ---- | ---- | ---- | ---- | ---- | ---- | ---- |
| 737  | 798  | 772  | 780  | 700  | 735  | 693  | 588  | 874  | 839  | 989  | 1432 | 1404 |

## Wirtschaft
Die Region ist seit Jahrhunderten von der Landwirtschaft, aber auch von den Steinbrüchen im Gemeindegebiet geprägt.

## Sehenswürdigkeiten

### Weltkulturerbe
Die Sierra de Atapuerca liegt nördlich von Ibeas de Juarros und beherbergte Funde von frühen Vertretern der Gattung Homo, insbesondere des Homo erectus und des Homo heidelbergensis. Die wichtigsten Ausgrabungsstätten sind der sog. Eisenbahngraben mit Sima del Elefante, mit Galería und Covacha de los Zarpazos sowie mit Dolina, Cueva Mayor mit Sima de los Huesos, mit Portalón, mit Galería de Sílex sowie die weiteren Grabungsstätten Cueva del Mirador und Valle des las Orquídeas.
Seit 2000 ist das archäologische Areal Weltkulturerbe.

### Sonstige Sehenswürdigkeiten
- Martinskirche in Ibeas de Juarros
- Kloster San Cristóbal in Ibeas de Juarros
- Kloster Santa María de Bujedo de Juarros
- Kirchen der Ortschaften

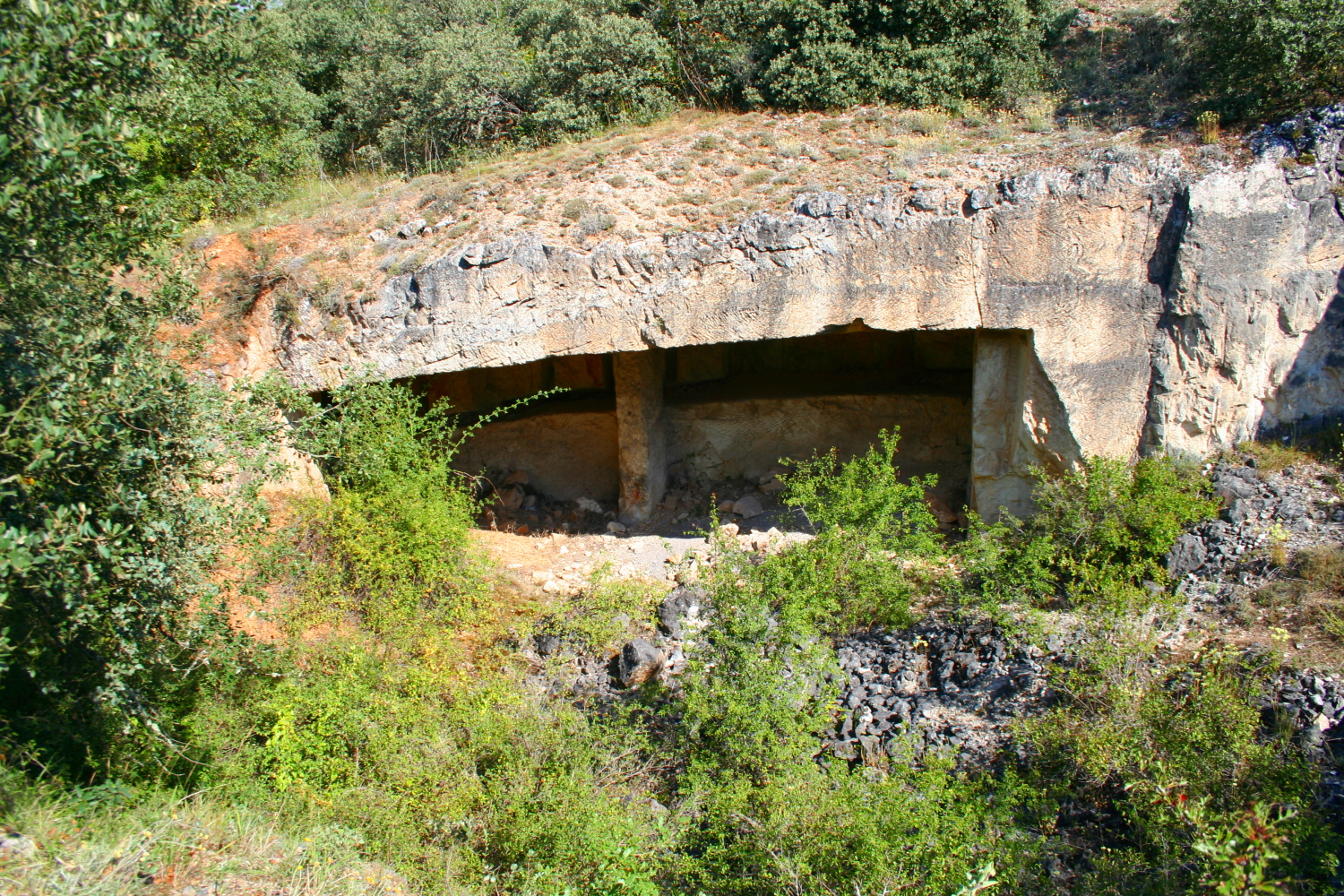
Grabungsstätte Cantera in der Sierra de Atapuerca
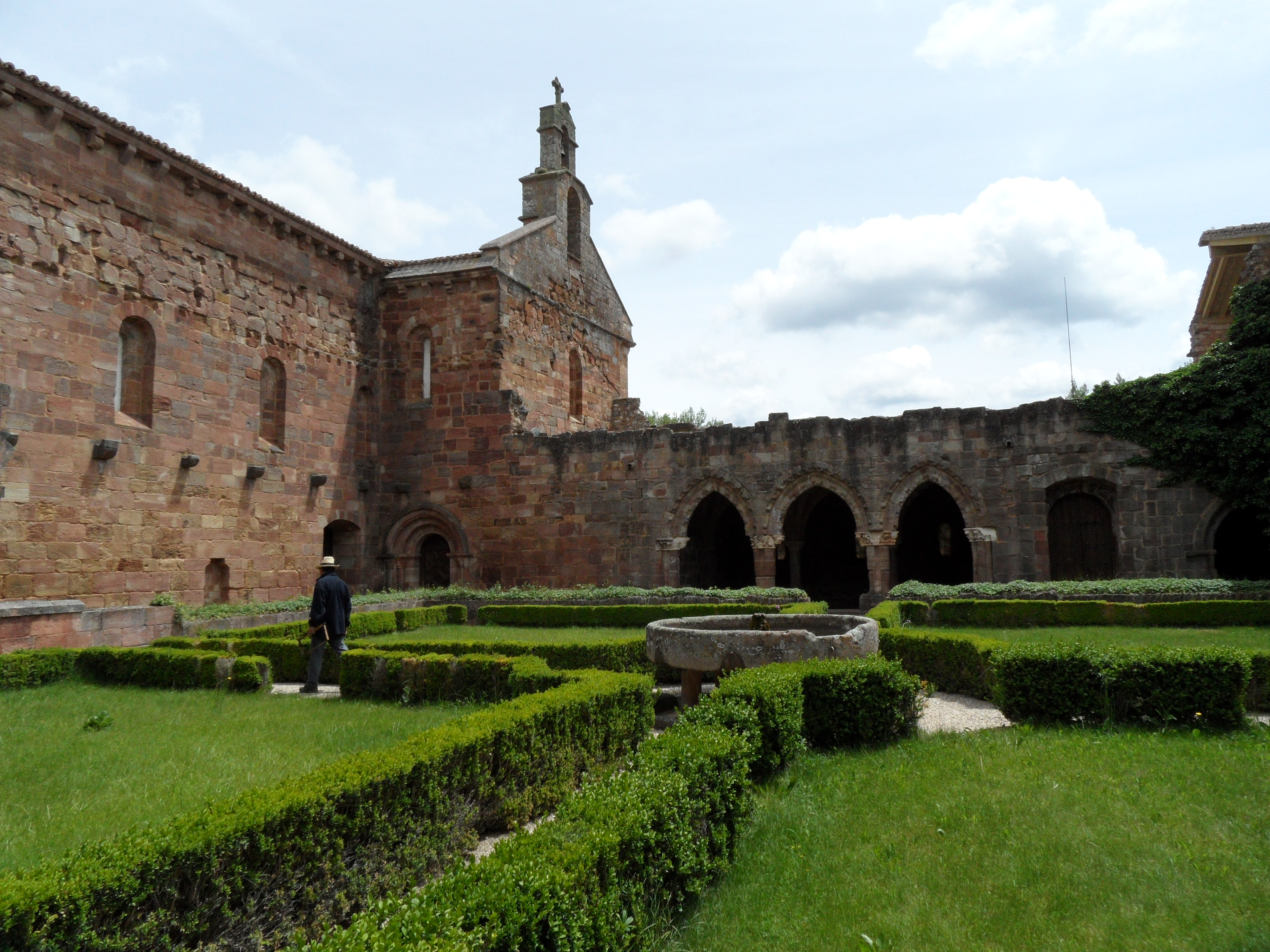
Kloster Santa María
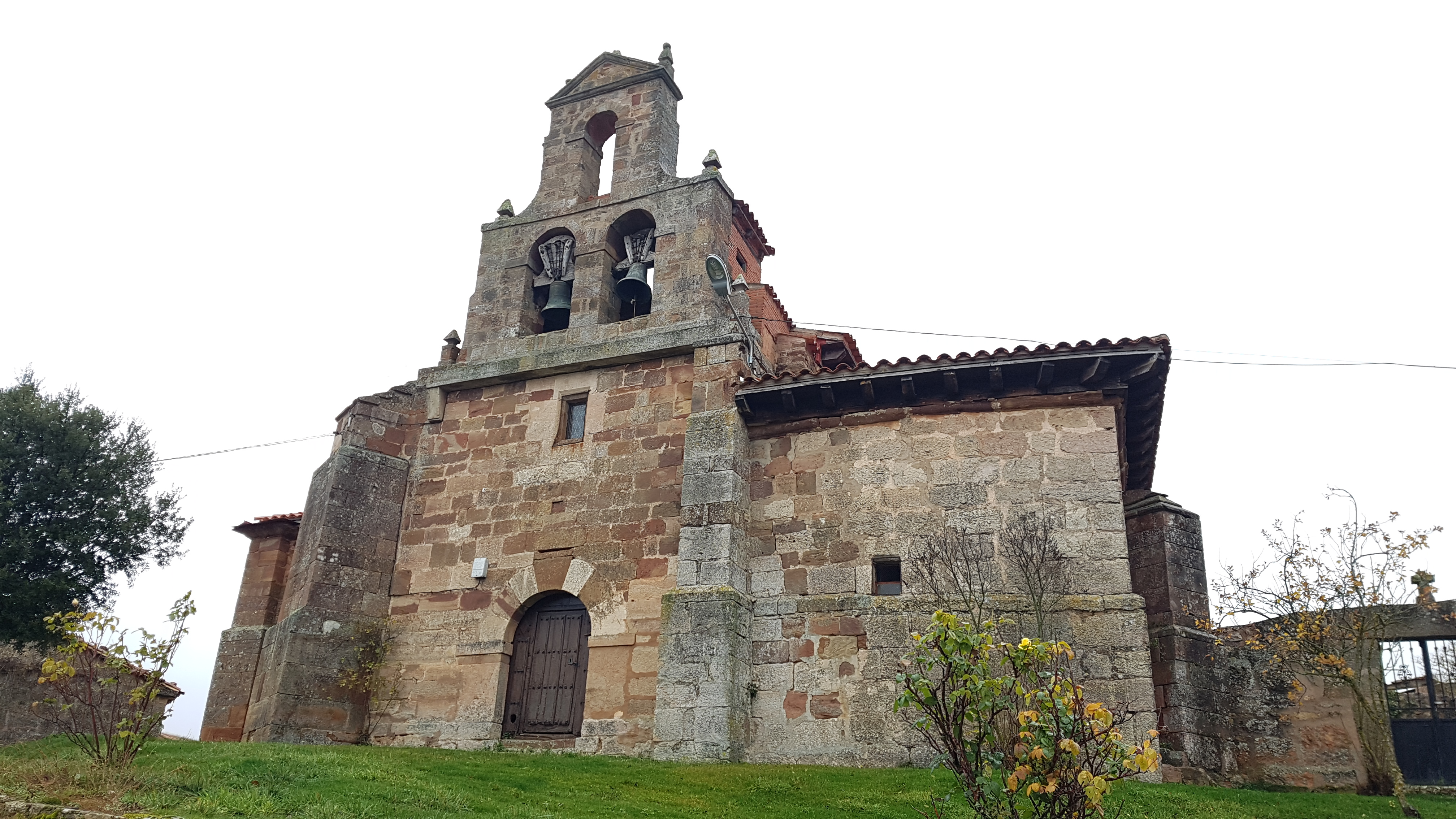
Kirche von Mozoncillo de Juarros
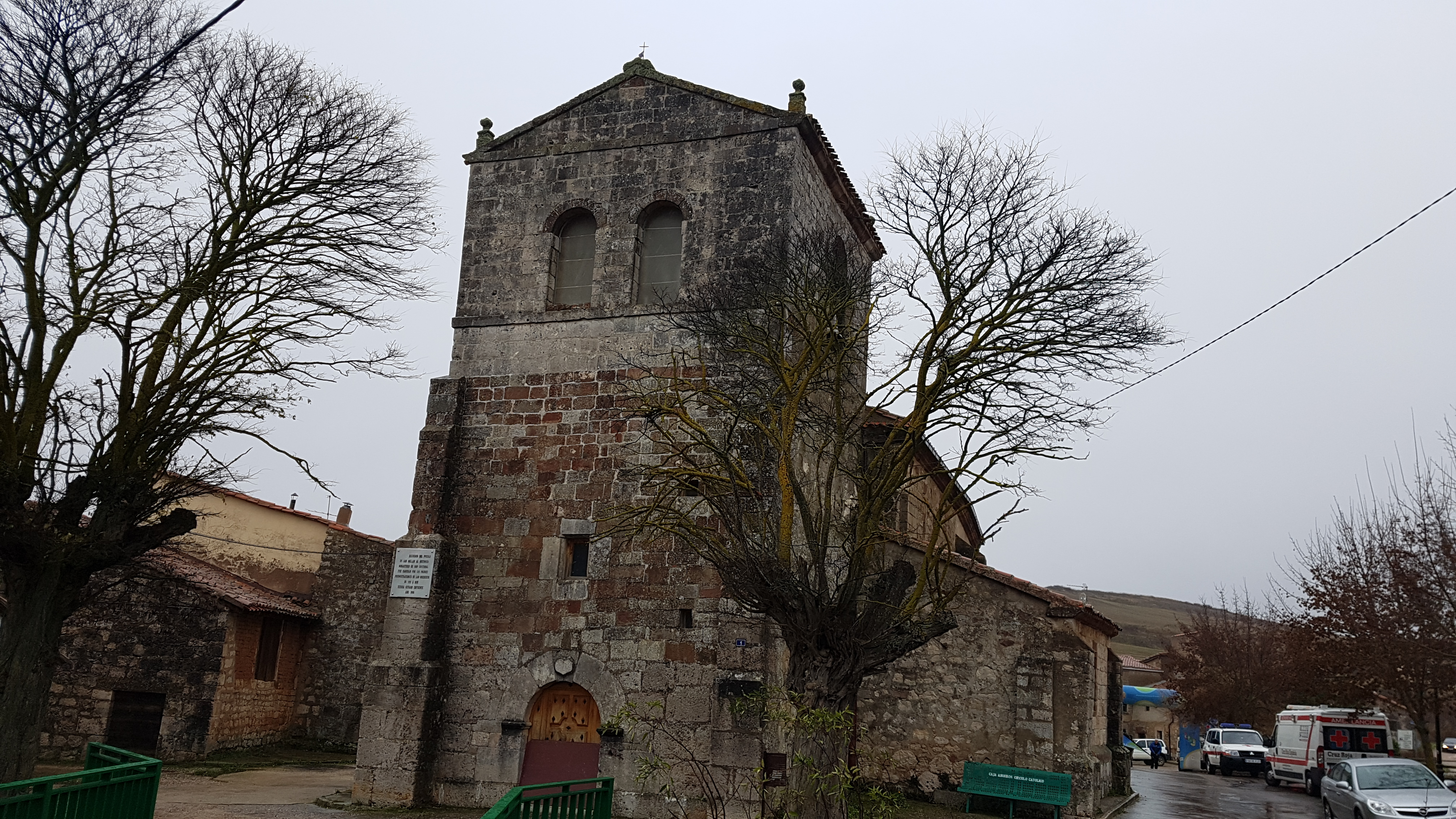
Kirche von San Millán de Juarros